# Seladerma saurus
Seladerma saurus är en stekelart som beskrevs av Walker 1844. Seladerma saurus ingår i släktet Seladerma och familjen puppglanssteklar.
Artens utbredningsområde är:
- Tjeckien.
- Norge.
- Sverige.

Arten är reproducerande i Sverige. Inga underarter finns listade i Catalogue of Life.